# Палетайзер

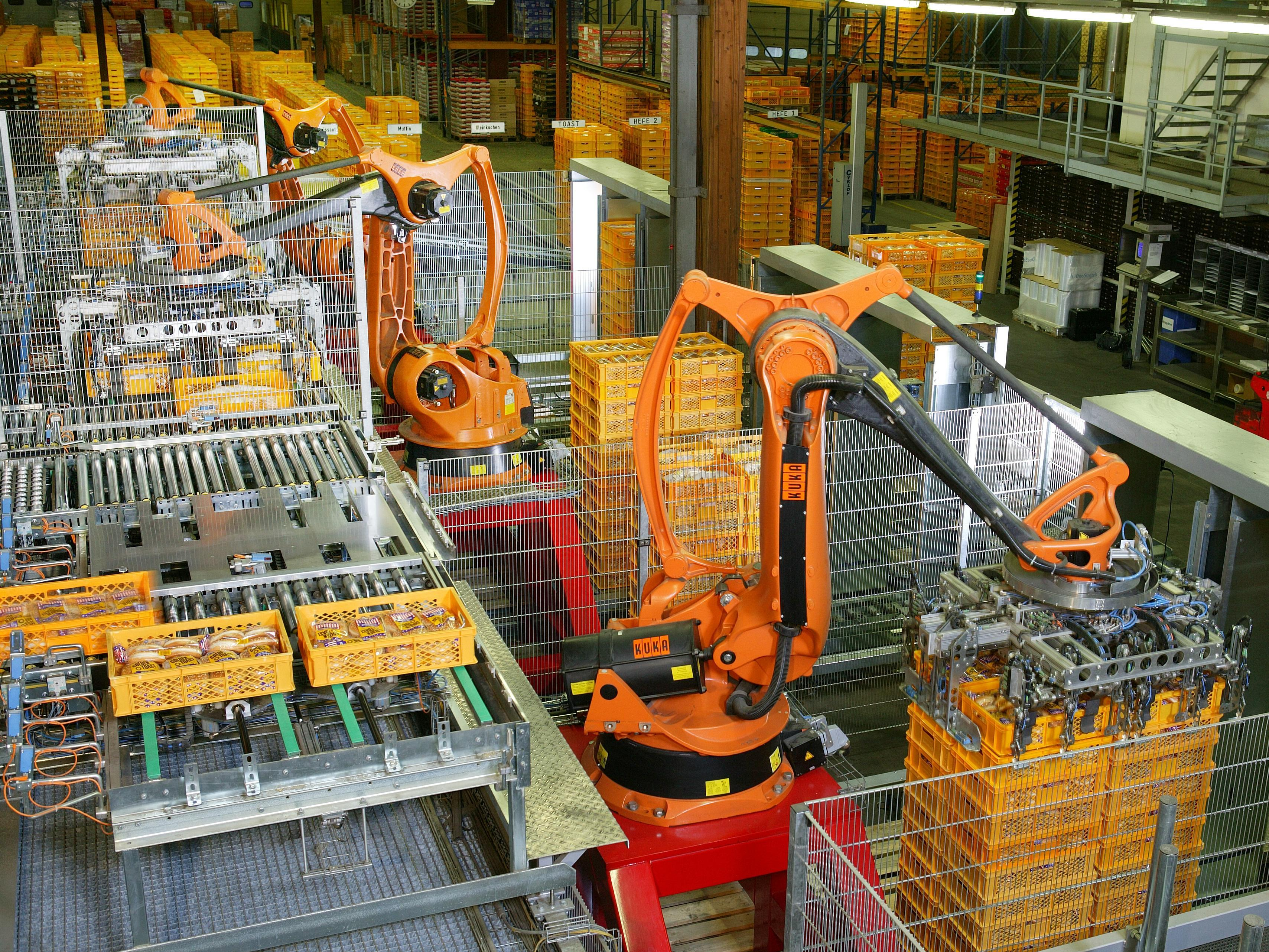
Роботизований палетайзер

Палетайзер (англ. palletizer) — машина, яка забезпечує автоматичне укладання товарів або ящиків з продуктами на палету.
Ручний процес укладання ящиків на піддони на виробництві потребував багато часу та був дорогим, крім того надзвичайно навантажував працівників. Перший механізований палетайзер був спроектований, побудований і встановлений в 1948 році компанією Lamson Corp.